# Марибская плотина
Марибская плотина (араб. سدّ مأرب‎) — плотина в Йемене. О разрушении плотины упоминается в коранической суре Саба: «Но они отвернулись, и Мы наслали на них поток, прорвавший плотину (аль-’Арими), и заменили их два сада двумя садами с горькими плодами, тамариском и несколькими лотосами». Слово аль-’арим упоминается в Коране только один раз.
В отличие от многих других плотин Йемена, Марибская служила для хранения воды и постепенного снабжения ею плантаций и полей, окружавших Мариб. Содержание оросительной системы требовало больших, организованных и регулярных затрат. Из-за политических усобиц между йеменскими правителями она постепенно пришла в негодность. Вода неоднократно прорывала обветшавшую Марибскую плотину. На плотине сохранились каменные стелы, в надписях на которых йеменские цари V—VI веков описывали, каких усилий стоило им восстановить плотину. В настоящее время на месте плотины стоят огромные башни шлюзов, сложенные из крупных, ровно отесанных глыб. 
Ссылаясь на другие арабо-мусульманские источники, ат-Табари (ум. 923) описывает строительство плотины и последующее уничтожение народа Сабы, отвергнувших тринадцать посланных им пророков. Согласно одному из преданий, царица Сабы (в исламской традиции Билкис), построила плотину для обеспечения справедливого распределения воды среди своих подданных, которые постоянно враждовали за право пользования водой. Как ни странно, плотина была разрушена с помощью мыши (фа’ра) или большой крысы (джурад). Предсказатели предупреждали, что мыши разрушат плотину, из-за чего сабейцы поселили на плотине кошек. Когда Бог решил уничтожить грешный народ, он послал свирепую мышь (или большую крысу), которая одолела одну из кошек и проникла в плотину, без ведома сабейцев. Когда пришло наводнение, ослабленная плотина была сметена вместе с домами и собственностью сабейцев.

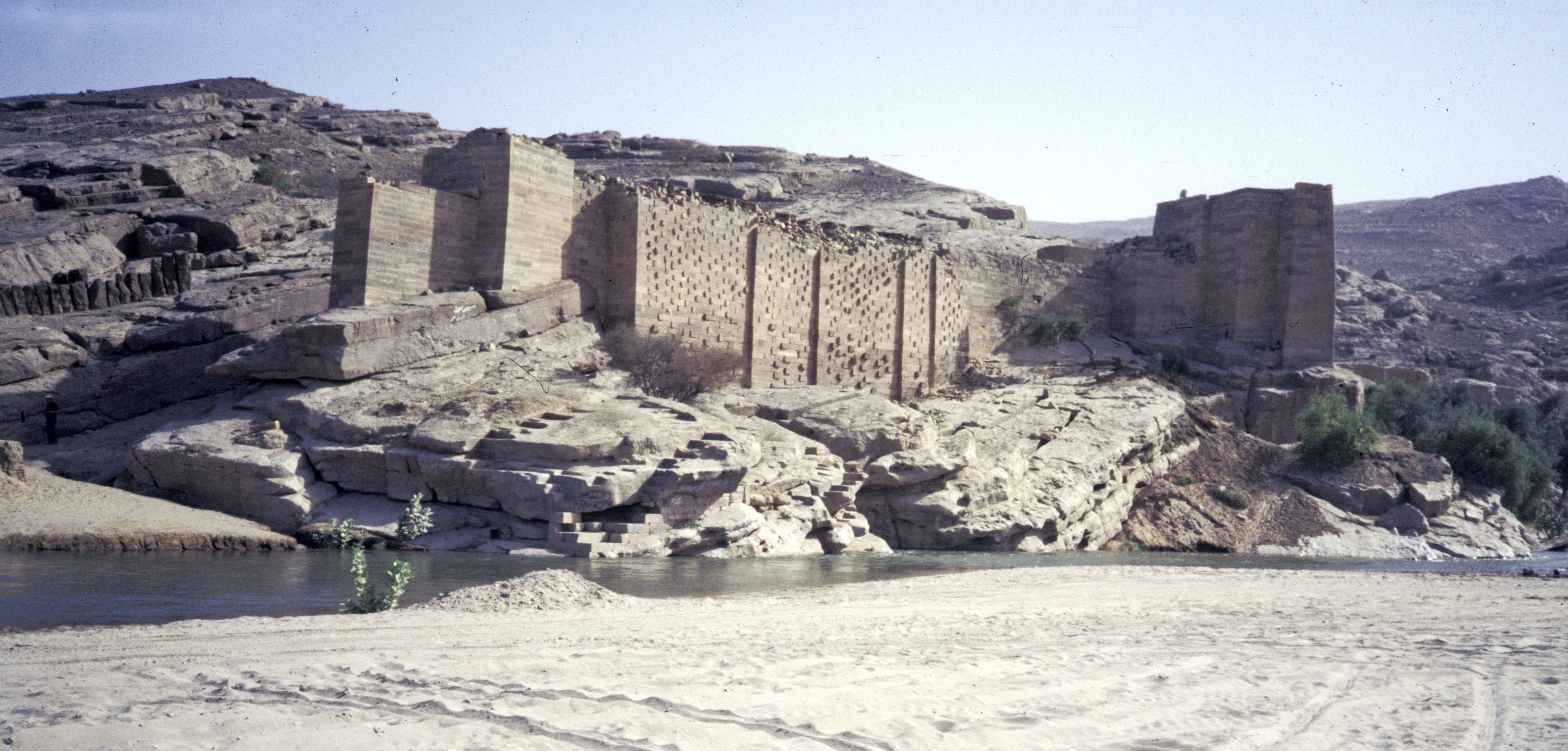
Руины древней Марибской плотины

Тем не менее, существуют и другие интерпретации истории. По некоторым данным, выражение сайл аль-’арим означает «бурное наводнение», по другим — аль-’арим было названием долины. Были даже те, кто считал, что это было имя большой крысы, которая прогрызла плотину. Автор одного из самых авторитетных сборников хадисов имам аль-Бухари (ум. 870) выдвинул интересную теорию. Он утверждал, что ’арим — это «красная вода», которую сабейцы использовали для орошения садов. В качестве наказания, Бог заставил эту воду опуститься настолько глубоко в землю, что корни растений уже не могли добраться до неё. Таким образом, некогда плодородные сады засохли и погибли.